# Grand Gaube
Grand Gaube är en ort i Mauritius.   Den ligger i distriktet Rivière du Rempart, i den nordvästra delen av landet, 24 km nordost om huvudstaden Port Louis. Grand Gaube ligger 10 meter över havet och antalet invånare är 7 156. Den ligger på ön Mauritius.
Terrängen runt Grand Gaube är platt. Havet är nära Grand Gaube åt nordost.  Närmaste större samhälle är Triolet, 13,2 km väster om Grand Gaube. 